# The Blackbird
 The Blackbird és una pel·lícula estatunidenca dirigida per Tod Browning i estrenada el 1926.

## Argument
Dan (Lon Chaney), un delinqüent habitual del miserable districte londinenc de Limehouse, té una doble personalitat. Unes vegades és The Bishop, un home esguerrat que té fama de benefactor dels desheretats. En canvi, quan assumeix el paper del The Blackbird és un home separat de la seva dona i enamorat d'una artista que actua en un cafè musical. La generositat i la falsa invalidesa de The Bishop serveixen de sofisticada tapadora pels delictes de The Blackbird. Però l'arribada d'un altre lladre, West End Bernie (Owen Moore), que comença a fer-li la competència, posa en perill la seva impunitat.

## Repartiment
- Lon Chaney: The Blackbird / El Bisbe
- Owen Moore: West End Bertie
- Renée Adorée: Fifi Lorraine
- Andy McLennan: The Shadow
- William Weston: Red
- Doris Lloyd: Limehouse Polly
- Ernie Adams: Home 2 de Bertie (no surt als crèdits)
- Lionel Belmore: Propietari Nightclub (no surt als crèdits)
- Peggy Best: Comparsa (no surt als crèdits)
- Sidney Bracey: Home 1 de Bertie (no surt als crèdits)
- Louise Emmons: Senyora gran a la missió (no surt als crèdits)
- Willie Fung: Xinès (no surt als crèdits)
- Cecil Holland: Senyor gran a la missió (no surt als crèdits)
- Bertram Johns: Participant en la festa (no surt als crèdits)
- Emmett King: Home que dona un regal a Fifi (no surt als crèdits)
- Billy Mack: Comparsa (no surt als crèdits)
- Eric Mayne: Vigilant (no surt als crèdits)
- Polly Moran: Senyora (no surt als crèdits)
- Frank Norcross: Anunciador del Music Hall (no surt als crèdits)
- Eddie Sturgis: Cambrer (no surt als crèdits)